# Иронија
Иронија (грч. εἰρωνεία, eironeia — лажно игнорисање) је језички израз и стилска фигура којој је право значење речи:
1. Фино (прикривено) исмевање при ком се говори обратно од онога што би требало рећи (нпр. „мудра глава“, а говори се о глупаку); подсмех, поруга уопште.
2. Прекретница догађаја који се оштро разликује од жељеног или очекиваног тока; веома уочљива препрека између високих замисли и ситне стварности која би требало да буде њихово остварење (иронија случаја-судбине)

## Историја
Иронија се појављује још у раној историји. У Светоме писму пророк Илија иронично саопштава идолопоклоницима бога Вала:
„А кад би у подне, стаде им се ругати Илија говорећи: вичите већма; јер је он бог! ваљда се нешто замислио, или је у послу, или на путу, или може бити да спава, да се пробуди.” (1 цар, 18, 27)